# Воєнний стан у Росії

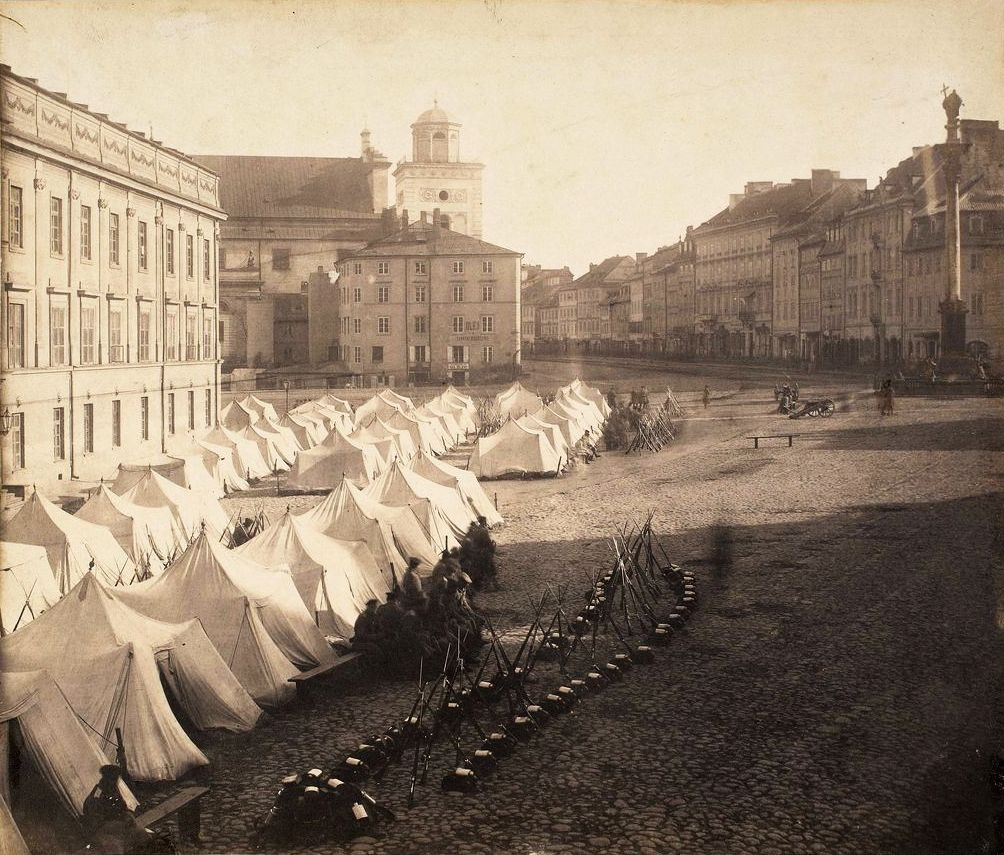
Російська армія у Варшаві під час воєнного стану у зв'язку з заворушеннями, 1861 рік.

Воєнний стан — особливий правовий режим, який запроваджується за умов зовнішньої агресії чи її небезпеки. Цим воно відрізняється від надзвичайного стану, яке запроваджується у разі внутрішньої загрози — спроби перевороту, заворушень чи катастроф.
Воєнний стан також слід відрізняти від стану війни (воєнного часу) — терміна, що позначає період між початком воєнних дій та його завершенням.
Порядок запровадження та скасування воєнного стану в Росії визначено у федеральному конституційному законі від 30 січня 2002 року № 1-ФКЗ «Про військове становище».
У сучасній Росії воєнний стан ще не вводився жодного разу. За даними української розвідки, у Росії в умовах свого вторгнення в Україну з 4 березня 2022 року мали би запровадити воєнний стан.

## Історія
Російське законодавство розрізняло воєнний стан та стан охорони, посиленої чи надзвичайної. У юридичній літературі імперської Росії (також СРСР у 20-ті роки XX століття) військовий стан часто визначали через поліцейське (міліцейське) поняття «охорона», яке розглядалося в контексті державного управління як охорони державного порядку.
У Російській імперії воєнний стан оголошувався у воєнний час у прикордонних областях держави, прилеглих до театру воєнних дій. У мирний час на такому ж положенні могли бути оголошені області, губернії або міста, що обурилися проти встановленого порядку урядом, або в яких для підтримки порядку було визнано необхідними особливі суворі заходи. Приклад: Польське царство 1905, Сумський повіт (Харківська губернія).
У СРСР воєнний стан міг оголосити, відповідно до пункту «т» статті 49 Конституції СРСР, лише Президія Верховної Ради СРСР як зазначено у статті "в інтересах оборони СРСР або забезпечення громадського порядку та державної безпеки ". Відповідно до цього при оголошенні воєнного стану всі функції органів державної влади з питань оборони, забезпечення громадського порядку та державної безпеки переходили до органів військового управління — військових рад та командування формувань РККА (пізніше — ЗС СРСР).
Востаннє воєнний стан у СРСР послідовно оголошувався на підставі пункту «п» статті 49 Конституції СРСР Указами Президії Верховної Ради СРСР:
- З 22 червня 1941 року[5] — в Москві, Ленінграді і більшості областей, країв, республік Європейської частини СРСР[6];
- З серпня 1942 року — в деяких містах Закавказзя, на Чорноморському і Каспійському узбережжях[6] ;
- З вересня 1942 року — в Грузинській РСР, Азербайджанської РСР і Вірменської РСР[6];
- З квітня 1943 року — на всьому залізничному транспорті СРСР[6];
- З травня 1943 року — на морському і річковому транспорті[6].

Воєнний стан було скасовано на більшій частині території СРСР 21 вересня 1945 року, через 2 тижні і 4 дні з дня закінчення військових дій на Далекому Сході. Дія цього указу не поширювалася на низку окремих місцевостей СРСР — Литовську, Латвійську, Естонську РСР, а також західні області Української та Білоруської РСР, там військовий стан було остаточно скасовано лише 4 липня 1946 року. Ще довше військове становище зберігалося на об'єктах транспорту — воно було скасовано лише 2 травня 1948 року.
Росія в умовах свого вторгнення в Україну 4 березня 2022 року не запроваджувала воєнний стан по всій країні. Це дозволить провести мобілізацію та обмежити деякі права та свободи громадян. Для цього обидві палати російського парламенту зберуться на екстрене позачергове засідання.

## Введення та скасування
Воєнний стан у Росії чи окремих її місцевостях вводиться указом президента, який має бути негайно оприлюднений радіо і телебаченню і офіційно опублікований. Крім того, президент повинен негайно повідомити про введення воєнного стану Раді Федерації та Державній думі.
Рада Федерації протягом 48 годин вирішує, чи затвердити президентський указ — і якщо указ не затверджений, він втрачає чинність.
Президент Російської Федерації, на виконання міжнародних зобов'язань, вживає заходів для повідомлення Генерального секретаря ООН (а через нього — країн-учасниць ООН) та інформування Генерального секретаря Ради Європи про відступ Російською Федерацією від норм міжнародного права та договорів, пов'язаних з обмеженням прав і свобод громадян.
Підставою для запровадження воєнного стану вважається агресія проти Росії або її безпосередня загроза. Закон відносить до агресії:
- вторгнення іноземних військ чи напад іноземних військ російські, де вони перебували;
- бомбардування іноземними військами чи інше застосування зброї проти Росії;
- засилання іноземними державами агресивних збройних груп Росію;
- блокада російських портів чи берегів іноземними військами;
- дозвіл іноземної держави використати свою територію для атаки на Росію.

Безпосередньою загрозою агресії закон вважає дії іноземної держави порушуючи міжнародне право, які безпосередньо вказують на підготовку до агресії. Як приклад закон наводить оголошення війни .
Введення воєнного стану передбачає мобілізацію та організацію територіальної оборони, а також встановлення трудової повинності .
Після відображення агресії або усунення її загрози воєнний стан скасовується.

## Допустимі обмеження
Закон передбачає дві групи обмежень, які можуть бути введені в умовах воєнного стану (а за необхідності і до нього).
1. Обмеження у зоні воєнного стану:
- особливий режим роботи критичної інфраструктури та небезпечних об'єктів;
- евакуація важливих об'єктів та людей;
- посилення охорони громадського порядку, критичної інфраструктури та інших важливих об'єктів;
- обмеження в'їзду, виїзду та свободи пересування, огляд, обмеження вибору місця проживання;
- комендантська година;
- військова цензура у сфері комунікацій;
- посилення таємності у державних та місцевих органах;
- обмеження продажу зброї, небезпечних речовин, наркотиків, ліків та алкоголю, їхнє тимчасове вилучення у громадян;
- заборона мітингів та страйків;
- заборона громадських, міжнародних чи іноземних організацій, що підривають безпеку країни;
- примусові роботи для потреб оборони, щодо відновлення зруйнованих об'єктів та боротьби з пожежами та епідеміями;
- вилучення приватного майна з наступною компенсацією;
- інтернування неблагонадійних громадян та громадян країн-агресорів (застосовується лише безпосередньо у разі агресії та з метою недопущення можливого розпалювання ними заворушень та заколотів на національному ґрунті)[9] .

2. Загальні обмеження, які можуть бути встановлені навіть там, де воєнний стан не введено:
- обмеження економічної діяльності, зокрема обороту майна;
- обмеження пошуку та поширення інформації;
- зміна форм власності організацій;
- зміна режиму трудової діяльності, у тому числі встановлення трудового обов'язку щодо громадян (обов'язкове для всіх громадян віком від 14 до 60-65 років), які не покликані на службу з мобілізації.

Незалежно від контексту обставин у межах обмежень на пошук і розповсюдження інформації, будь-які відомості з використанням засобів комунікацій можуть бути визначені як інформація подвійного призначення (ступінь подробиці визначається органами військової цензури). Поширення такої інформації (а також подібних до неї фейк ньюс) може стати приводом для звинувачення в державній зраді (або в замаху на неї, якщо це не спровокувало тяжких наслідків).
У період воєнного стану не проводяться :
- Вибори президента Російської Федерації;
- Вибори до Державної Думи Федеральних Зборів Російської Федерації;
- Вибори у місцевих органах самоврядування;
- Референдуми.

## Порядок управління
При введенні воєнного стану не проводяться вибори та референдуми, повноваження виборних органів влади (включаючи президента Російської Федерації), органів місцевого самоврядування та посадових осіб автоматично продовжуються на той самий термін. При цьому питання, пов'язане з необхідністю продовження президентських повноважень у разі неможливості проведення виборів при військовому стані, що зберігається, залишається в компетенції Ради Федерації.
Основні повноваження щодо забезпечення воєнного стану зосереджені у руках президента. Уряд здійснює переважно технічні функції, ще на час дії воєнного стану президент може змінити його структуру. Парламент приймає необхідні для забезпечення воєнного стану закони та розриває договори з державами-агресорами.
Судова система та прокуратура в умовах воєнного стану діють у попередньому вигляді, створення надзвичайних судів у Росії заборонено.
Якщо військове становище встановлено частини Росії, там може бути введено військове управління, відповідальне застосування накладених обмежень.